# Карл Кейн
Карл Кейн (англ. Carl Cain, 2 серпня 1934 — 2 червня 2024) — американський баскетболіст.
Олімпійський чемпіон 1956 року.